# Christiane Zimmer
Christiane Zimmer es una deportista alemana que compitió para la RFA en remo. Ganó dos medallas en el Campeonato Mundial de Remo, plata en 1987 y bronce en 1988.

## Palmarés internacional
| Campeonato Mundial | Campeonato Mundial     | Campeonato Mundial | Campeonato Mundial        |
| Año                | Lugar                  | Medalla            | Prueba                    |
| ------------------ | ---------------------- | ------------------ | ------------------------- |
| 1987               | Copenhague (Dinamarca) | Medalla de plata   | Cuatro sin timonel ligero |
| 1988               | Milán (Italia)         | Medalla de bronce  | Cuatro sin timonel ligero |